# Campionati europei di nuoto 1999
La XXIVª edizione dei campionati europei di nuoto si è svolta a Istanbul (Turchia) dal 26 luglio al 1º agosto 1999. La Turchia ha ospitato la rassegna continentale per la prima volta.
È stata la prima volta in cui la pallanuoto non ha fatto parte del programma della manifestazione, in quanto la LEN ha stabilito di organizzare un campionato indipendente. Il numero delle gare è comunque cresciuto rispetto al passato, in quanto hanno fatto il loro debutto le gare veloci dei 50 metri anche negli stili dorso, rana e delfino.

## Medagliere
| Posizione | Paese       |    |    |    | Totale |
| --------- | ----------- | -- | -- | -- | ------ |
| 1         | Germania    | 12 | 13 | 11 | 36     |
| 2         | Russia      | 10 | 9  | 5  | 24     |
| 3         | Paesi Bassi | 9  | 2  | 2  | 13     |
| 4         | Ucraina     | 5  | 3  | 3  | 11     |
| 5         | Svezia      | 3  | 5  | 2  | 10     |
| 6         | Regno Unito | 3  | 4  | 6  | 13     |
| 7         | Francia     | 3  | 3  | 6  | 12     |
| 8         | Ungheria    | 3  | 1  | 1  | 5      |
| 9         | Italia      | 2  | 4  | 6  | 12     |
| 10        | Romania     | 2  | 4  | 3  | 9      |
| 11        | Spagna      | 2  | 4  | 0  | 6      |
| 12        | Danimarca   | 1  | 0  | 0  | 1      |
| 13        | Croazia     | 0  | 3  | 0  | 3      |
| 14        | Israele     | 0  | 1  | 1  | 2      |
| 15        | Polonia     | 0  | 0  | 3  | 3      |
| 16        | Finlandia   | 0  | 0  | 2  | 2      |
| 17        | Belgio      | 0  | 0  | 1  | 1      |
| 17        | Bielorussia | 0  | 0  | 1  | 1      |
| 17        | Rep. Ceca   | 0  | 0  | 1  | 1      |
| 17        | Slovenia    | 0  | 0  | 1  | 1      |
| colspan=2 | Totale      | 55 | 56 | 55 | 166    |

## Nuoto in acque libere

### Uomini
| Evento | Oro                    | Perform.  | Argento        | Perform.  | Bronzo          | Perform.  |
| 5 km   | Yevgeniy Bezroutchenko | 59'08"1   | Alexey Akatiev | 59'13"5   | Samuele Pampana | 59'16"1   |
| 25 km  | Alexey Akatiev         | 5h11'06"6 | Anton Sanachev | 5h11'59"7 | André Wilde     | 5h12'40"8 |

### Donne
| Evento | Oro           | Perform.  | Argento       | Perform.  | Bronzo        | Perform.  |
| 5 km   | Peggy Büchse  | 1h01'56"6 | Viola Valli   | 1h01'57"8 | Britta Kamrau | 1h02'00"6 |
| 25 km  | Olga Gousseva | 5h58'28"3 | Angela Maurer | 5h59'30"5 | Britta Kamrau | 5h59'33"2 |

## Nuoto

### Uomini
| Evento               | Oro                                                                                  | Perform. | Argento                                                                   | Perform. | Bronzo                                                                       | Perform. |
| Stile libero         |                                                                                      |          |                                                                           |          |                                                                              |          |
| 50 m                 | Pieter van den Hoogenband                                                            | 22"06    | Lorenzo Vismara                                                           | 22"21    | Aleksandr Popov                                                              | 22"32    |
| 100 m                | Pieter van den Hoogenband                                                            | 48"47    | Aleksandr Popov                                                           | 48"82    | Lars Frölander                                                               | 49"40    |
| 200 m                | Pieter van den Hoogenband                                                            | 1'47"09  | Paul Palmer                                                               | 1'48"01  | Massimiliano Rosolino                                                        | 1'48"37  |
| 400 m                | Paul Palmer                                                                          | 3'48"12  | Emiliano Brembilla                                                        | 3'48"50  | Dragoș Coman                                                                 | 3'49"04  |
| 1500 m               | Igor Snitko                                                                          | 15'07"19 | Dragoș Coman                                                              | 15'13"10 | Sylvain Cros                                                                 | 15'18"26 |
| Dorso                |                                                                                      |          |                                                                           |          |                                                                              |          |
| 50 m                 | Stev Theloke                                                                         | 25"66    | Thomas Rupprath                                                           | 25"94    | Mariusz Siembida                                                             | 26"07    |
| 100 m                | Stev Theloke                                                                         | 55"16    | Gordan Kožulj                                                             | 55"84    | Eithan Urbach                                                                | 55"87    |
| 200 m                | Ralf Braun                                                                           | 1'59"74  | Gordan Kožulj                                                             | 2'00"07  | Emanuele Merisi                                                              | 2'00"50  |
| Rana                 |                                                                                      |          |                                                                           |          |                                                                              |          |
| 50 m                 | Mark Warnecke                                                                        | 27"95    | Oleg Lisogor                                                              | 28"21    | Károly Güttler                                                               | 28"29    |
| 100 m                | Domenico Fioravanti                                                                  | 1'01"34  | Mark Warnecke                                                             | 1'01"97  | Stephan Perrot                                                               | 1'02"08  |
| 200 m                | Stephan Perrot                                                                       | 2'12"46  | Dmitriy Komornikov                                                        | 2'12"88  | Yohan Bernard                                                                | 2'12"96  |
| Delfino              |                                                                                      |          |                                                                           |          |                                                                              |          |
| 50 m                 | Pieter van den Hoogenband                                                            | 23"89    | Miloš Miloševic                                                           | 24"17    | Lars Frölander Mark Foster                                                   | 24"39    |
| 100 m                | Lars Frölander                                                                       | 52"61    | James Hickman                                                             | 52"97    | Denis Sylantyev                                                              | 53"04    |
| 200 m                | Franck Esposito                                                                      | 1'57"20  | Denis Sylantyev                                                           | 1'57"29  | Anatoliy Polyakov                                                            | 1'57"89  |
| Misti                |                                                                                      |          |                                                                           |          |                                                                              |          |
| 200 m                | Marcel Wouda                                                                         | 2'01"43  | Massimiliano Rosolino                                                     | 2'01"46  | Jani Sievinen                                                                | 2'02"11  |
| 400 m                | Frederik Hviid                                                                       | 4'17"16  | Mickey Halika                                                             | 4'17"49  | Marcel Wouda                                                                 | 4'18"26  |
| Staffette            |                                                                                      |          |                                                                           |          |                                                                              |          |
| 4x100 m stile libero | Paesi Bassi Johan Kenkhuis Mark Veens Marcel Wouda Pieter van den Hoogenband         | 3'16"27  | Russia Denis Pimankov Sergey Asyikhmin Dmitriy Chernychev Aleksandr Popov | 3'19"49  | Germania Christian Keller Lars Merseburg Christian Tröger Lars Conrad        | 3'20"20  |
| 4x200 m stile libero | Germania Christian Keller Stefan Pohl Lars Conrad Michael Kiedel                     | 7'19"63  | Regno Unito Paul Palmer Gavin Meadows James Salter Edward Sinclair        | 7'19"91  | Russia Maksim Korsunov Dmitriy Kuzmin Andrej Kapralov Dmitriy Chernychev     | 7'25"36  |
| 4x100 m misti        | Paesi Bassi Klaas-Erik Zwering Marcel Wouda Stefan Aartsen Pieter van den Hoogenband | 3'39"52  | Germania Stev Theloke Mark Warnecke Christian Keller Christian Tröger     | 3'40"15  | Russia Sergey Ostapchuk Dmitriy Komornikov Vladislav Kulikov Aleksandr Popov | 3'41"18  |

### Donne
| Evento               | Oro                                                                             | Perform. | Argento                                                                     | Perform. | Bronzo                                                                  | Perform. |
| Stile libero         |                                                                                 |          |                                                                             |          |                                                                         |          |
| 50 m                 | Inge de Bruijn                                                                  | 24"95    | Therese Alshammar                                                           | 25"30    | Alison Sheppard                                                         | 25"33    |
| 100 m                | Sue Rolph                                                                       | 55"03    | Inge de Bruijn                                                              | 55"24    | Sandra Völker                                                           | 55"36    |
| 200 m                | Camelia Potec                                                                   | 1'58"79  | Kerstin Kielglass                                                           | 2'00"09  | Natalya Baranovskaya                                                    | 2'00"18  |
| 400 m                | Camelia Potec                                                                   | 4'08"09  | Kerstin Kielglass                                                           | 4'08"57  | Yana Klochkova                                                          | 4'10"11  |
| 800 m                | Hannah Stockbauer                                                               | 8'33"79  | Kirsten Vlieghuis                                                           | 8'35"19  | Jana Henke                                                              | 8'37"06  |
| Dorso                |                                                                                 |          |                                                                             |          |                                                                         |          |
| 50 m                 | Sandra Völker                                                                   | 28"71    | Nina Živanevskaja                                                           | 29"02    | Metka Sparavec                                                          | 29"25    |
| 100 m                | Sandra Völker                                                                   | 1'01"39  | Nina Živanevskaja                                                           | 1'01"98  | Roxana Maracineanu                                                      | 1'02"47  |
| 200 m                | Roxana Maracineanu                                                              | 2'11"94  | Cathleen Rund Yuliya Fomenko                                                | 2'13"33  | non assegnato                                                           |          |
| Rana                 |                                                                                 |          |                                                                             |          |                                                                         |          |
| 50 m                 | Ágnes Kovács                                                                    | 31"44    | Zoe Baker                                                                   | 31"53    | Janne Schäfer                                                           | 32"22    |
| 100 m                | Ágnes Kovács                                                                    | 1'08"75  | Svitlana Bondarenko                                                         | 1'09"33  | Brigitte Becue                                                          | 1'10"23  |
| 200 m                | Ágnes Kovács                                                                    | 2'27"12  | Beatrice Căslaru                                                            | 2'27"80  | Alicja Peczak                                                           | 2'28"93  |
| Delfino              |                                                                                 |          |                                                                             |          |                                                                         |          |
| 50 m                 | Anna-Karin Kammerling                                                           | 26"29    | Johanna Sjöberg                                                             | 26"93    | Chantal Groot                                                           | 27"41    |
| 100 m                | Inge de Bruijn                                                                  | 58"49    | Johanna Sjöberg                                                             | 58"97    | Diana Mocanu                                                            | 1'00"02  |
| 200 m                | Mette Jacobsen                                                                  | 2'10"49  | María Peláez                                                                | 2'11"49  | Otylia Jędrzejczak                                                      | 2'11"60  |
| Misti                |                                                                                 |          |                                                                             |          |                                                                         |          |
| 200 m                | Yana Klochkova                                                                  | 2'14"02  | Beatrice Căslaru                                                            | 2'15"12  | Sabine Klenz                                                            | 2'16"95  |
| 400 m                | Yana Klochkova                                                                  | 4'38"14  | Beatrice Căslaru                                                            | 4'40"98  | Hana Cerna                                                              | 4'45"45  |
| Staffette            |                                                                                 |          |                                                                             |          |                                                                         |          |
| 4x100 m stile libero | Germania Katrin Meißner Antje Buschschulte Franziska van Almsick Sandra Völker  | 3'40"87  | Svezia Louise Jöhncke Josefin Lillhage Malin Svahnström Therese Alshammar   | 3'43"07  | Regno Unito Alison Sheppard Claire Huddart Karen Pickering Sue Rolph    | 3'43"55  |
| 4x200 m stile libero | Germania Franziska van Almsick Silvia Szalai Hannah Stockbauer Kerstin Kielgass | 8'01"66  | Svezia Josefin Lillhage Malin Svahnström Johanna Sjöberg Louise Jöhncke     | 8'07"37  | Romania Camelia Potec Lorena Diaonescu Simona Păduraru Beatrice Căslaru | 8'07"75  |
| 4x100 m misti        | Svezia Therese Alshammar Maria Östling Johanna Sjöberg Malin Svahnström         | 4'07"52  | Germania Sandra Völker Silvia Pulfrich Franziska van Almsick Katrin Meißner | 4'07"79  | Regno Unito Katy Sexton Zoe Baker Sue Rolph Karen Pickering             | 4'09"18  |

## Tuffi

### Uomini
| Evento              | Oro                                  | Perform. | Argento                                 | Perform. | Bronzo                                   | Perform. |
| Tuffi individuali   |                                      |          |                                         |          |                                          |          |
| Trampolino 1m       | José Miguel Gil                      | 396.66   | Andreas Wels                            | 395.97   | Stefan Ahrens                            | 367.68   |
| Trampolino 3m       | Tony Ally                            | 415.62   | Imre Lengyel                            | 402.30   | Jukka Piekkanen                          | 395.70   |
| Piattaforma 10m     | Dmitrij Sautin                       | 435.87   | Heiko Meyer                             | 426.18   | Roman Volodkov                           | 416.52   |
| Tuffi sincronizzati |                                      |          |                                         |          |                                          |          |
| Trampolino 3m       | Italia Nicola Marconi Donald Miranda | 303.24   | Germania Alexander Mesch Holger Schleps | 299.79   | Regno Unito Tony Ally Mark Shipman       | 296.01   |
| Piattaforma 10m     | Germania Jan Hempel Heiko Meyer      | 320.46   | Russia Igor Lukashin Vladimir Timošinin | 318.39   | Regno Unito Leon Taylor Peter Waterfield | 295.44   |

### Donne
| Evento              | Oro                                               | Perform. | Argento                               | Perform. | Bronzo                                     | Perform. |
| Tuffi individuali   |                                                   |          |                                       |          |                                            |          |
| Trampolino 1m       | Vera Il'ina                                       | 283.41   | Irina Laško                           | 277.59   | Conny Schmalfuss                           | 265.11   |
| Trampolino 3m       | Vera Il'ina                                       | 312.39   | Irina Laško                           | 293.67   | Conny Schmalfuss                           | 293.55   |
| Piattaforma 10m     | Olena Župina                                      | 338.28   | Dolores Sáez                          | 329.22   | Svetlana Timoshinina                       | 307.53   |
| Tuffi sincronizzati |                                                   |          |                                       |          |                                            |          |
| Trampolino 3m       | Ucraina Hanna Sorokina Olena Župina               | 285.15   | Germania Simona Koch Conny Schmalfuss | 281.10   | Francia Odile Arboles-Souchon Julie Danaux | 262.68   |
| Piattaforma 10m     | Russia Yevgeniya Olshevskaya Svetlana Timoshinina | 272.46   | Germania Anke Piper Ute Wetzig        | 264.69   | Francia Odile Arboles-Souchon Julie Danaux | 254.94   |

## Nuoto sincronizzato
| Evento  | Oro                                     | Perform. | Argento                               | Perform. | Bronzo                                    | Perform. |
| Solo    | Ol'ga Brusnikina                        | 99.000   | Virginie Dedieu                       | 97.680   | Giovanna Burlando                         | 95.880   |
| Duo     | Russia Ol'ga Brusnikina Mariya Kiseleva | 99.160   | Francia Virginie Dedieu Myriam Lignot | 97.240   | Italia Giovanna Burlando Maurizia Cecconi | 96.000   |
| Squadra | Russia                                  | 99.080   | Francia                               | 97.480   | Italia                                    | 96.240   |